# Soltero y padre en la vida
Soltero y padre en la vida es una película española de comedia producida en 1972, pero no estrenada en salas comerciales hasta el 11 de noviembre de 1974. Fue dirigida por Javier Aguirre Fernández y protagonizada en los papeles principales por José Sacristán, Nadiuska, Antonio Ferrandis y Florinda Chico.

## Sinopsis
Alonso es un solterón que ha tenido un hijo tras una relación esporádica con Gunilla, una vecina suya hippie. Tras nacer el niño, ella se marcha para seguir los pasos de Mao, quedando el bebé a cargo de Alonso, quien tendrá que cuidar de él, provocando un divertido cambio en su vida.

## Reparto
- José Sacristán como Alonso Crespo Martín, perfumista.
- Nadiuska como Gunilla.
- Antonio Ferrandis como Don Ramón.
- Laly Soldevila como Compañera de trabajo de Alonso.
- Florinda Chico como Doña Irene, vecina de Alonso.
- Julio Riscal
- Francisco Algora como Amigo de Alonso.
- Kinito
- Eduardo Bea
- Antonio Corencia
- Ignacio de Paúl
- Goyo Lebrero como Felipe.
- María Isbert como Sirvienta de Alonso.
- Álvaro de Luna como Camarero del club Go-Go.
- Manuel Guitián como Laureano García.
- Ramón Reparaz
- Eduardo Puceiro
- Blaki como Médico
- Margarita Calahorra